# Robert Seyfarth
Robert M. Seyfarth (Chicago, 16 febbraio 1948) è un etologo e scrittore statunitense, specializzato in primatologia.

## Biografia
Con Dorothy L. Cheney, sua moglie, ha passato molti anni a studiare il comportamento sociale, la comunicazione e le capacità cognitive dei primati allo stato naturale, in particolare trascorrendo un decennio con i babbuini nel Delta dell'Okavango in Botswana. Seyfarth, professore di psicologia all'Università della Pennsylvania fino alla pensione, è membro della National Academy of Sciences degli Stati Uniti e dell'American Academy of Arts and Sciences.
Dal 1977 al 1988, Seyfarth e Cheney studiarono il comportamento e l'ecologia dei cercopitechi verdi, nel Parco Nazionale di Amboseli in Kenya. Le ricerche furono riassunte nel libro "How Monkeys See the World" del 1990 e dimostrarono in maniera molto ingegnosa che i richiami d'allarme dei cercopitechi hanno un contenuto semantico specifico: venivano registrati i diversi richiami prodotti da un membro del branco in momenti diversi e in presenza di diversi generi di predatori, tali registrazioni venivano fatte ascoltare in un secondo momento agli altri conspecifici tramite degli altoparlanti nascosti tra l'erba; potendo così osservare che le reazioni dei cercopitechi erano diverse a seconda del tipo di richiamo (falso) udito in quel momento: ovvero che a seguito del richiamo di tipo A le scimmie guardavano in alto per scrutare la presenza di aquile nel cielo, mentre a seguito del richiamo di tipo B esse controllavano al suolo la presenza di serpenti. La situazione test quindi riproduceva la dinamica intuita dall'osservazione meticolosa in ambiente naturale.  Questi risultati mostrarono per la prima volta la presenza di una comunicazione referenziale (o semantica) nel mondo animale, per quanto rudimentale e limitata a poche parole-versi.
| Controllo di autorità | VIAF (EN) 4984524 · ISNI (EN) 0000 0000 6644 4211 · LCCN (EN) n90601573 · BNF (FR) cb12232747g (data) · J9U (EN, HE) 987007305806305171 |